# Johannes Bogermann

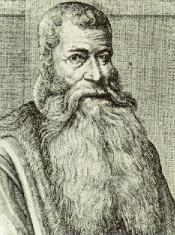
Johann Bogerman

Johannes Bogermann (Uplewert, 1576 – Franeker, 11 de septiembre de 1637) fue un teólogo calvinista frisón, de tendencia gomarista.
Nacido en Uplewert (ahora Ostfriesland, en la Frisia alemana), era hijo de un predicador protestante. Desde 1591 estudió teología en distintas ciudades europeas: Franeker, Heidelberg, Ginebra, Zúrich, Lausana, Oxford y Cambridge.
En 1599 ocupó el cargo de pastor de la Iglesia reformada en Sneek, pasando en 1603 a hacer lo propio en Enkhuizen y en 1604 en Leeuwarden, todas ellas ciudades de los Países Bajos.
Presidió el Sínodo de Dort o de Dordrecht, donde los gomaristas condenaron a los arminianos en el contexto de las luchas políticas entre ambos bandos (1618-1619).
Intervino en la traducción de la Biblia al holandés (la Statenvertaling o Statenbijbel, 1626-1637) junto con Willem Baudart y Gerson Bucerus.
En 1636 fue nombrado profesor de teología de la Universidad de Franeker.
Entre las doctrinas que combatió estuvieron el anabaptismo, el menonismo y el arminianismo; además del catolicismo, especialmente las predicaciones jesuitas.